# Medeon
|  | No s'ha de confondre amb Medion (empresa). |

|  | Per a altres significats, vegeu «Medeó». |

Medeon (en grec antic Μεδεών) o Medion (Μεδίων) era una ciutat de l'interior d'Acarnània a la via entre Estratos i Fítia fins a Limnea al golf d'Ambràcia.
Va ser una de les poques ciutats de l'interior que es va mantenir independent enfront de la lliga Etòlia després de la mort d'Alexandre el Gran. Al 231 aC els etolis la van assetjar i la van conquerir, però el rei de Macedònia, Demetri II, aliat de la ciutat, va enviar un cos de mercenaris il·liris que va derrotar els etolis, que van haver de marxar abandonant el seu campament, armes i bagatges. El 191 aC, quan anaven a consultar al consell d'Acarnània si havien de lluitar a favor dels romans o del rei selèucida Antíoc III el Gran, aquest es va presentar a la ciutat i tots se li van haver d'unir, segons Titus Livi.